# Bystrzyca (Lwówek Śląski)
Pour les articles homonymes, voir Bystrzyca.
Bystrzyca est une localité polonaise de la gmina de Wleń, située dans le powiat de Lwówek Śląski en voïvodie de Basse-Silésie.